# Армерия (река)
Армери́я (исп. Río Armería), в верховьях Аюкила (исп. Río Ayuquila) — река на западе Мексики, протекающая по штатам Халиско и Колима. Длина реки — 321 км. Площадь водосборного бассейна, по разным данным, равна 9864, 9805, 9731, 9796, 9867, 9902 км².
Начинается в горах Сьерра-де-Кила на высоте 3290 м над уровнем моря, в верховьях носит название Аюкила. При слиянии с основным левым притоком — рекой Тушкакуэско — меняет название на Армерия. Другие притоки — Сан-Пальмар (пр), Сан-Антонио (лв), Комала (лв), Колима (лв). Течёт в общем южном направлении. Впадает в залив Бока-де-Паскуалес Тихого океана.
На протяжении 73 км течёт по территории биосферного заповедника Сьерра-де-Манантлан. Армерия протекает по стыку двух физиографических провинций: Сьерра-Мадре-дель-Сур и Эхе-Неовольканико. 60 % территории бассейна занято лесами, 30 % — сельскохозяйственными землями, 10 % — городскими. На территории водосбора Армерии — 32 муниципалитета Халиско и 9 — Колимы. Плотность населения — 55,9 человек на км². В бассейне реки в 2010 году проживало 678670 человек.
Среднегодовая температура в бассейне реки — 22 °С. За год выпадает около 800 мм осадков, по другим данным — 1040 мм. Средний расход воды меняется в зависимости от месяца: от 5,6 м³/с в марте до 154,1 м³/с в августе. Среднегодовой расход равен 30,4 м³/с, по другим данным — 29,1 м³/с (на станции Пеньитас).
В реке обитает 38 видов рыб, из которых 32 — аборигенные. Два вида являются эндемичными.
Бассейн реки относится к гидрологическому региону № 16 «Армерия-Коауаяна».